# Långsjön (Hallingebergs socken, Småland)
Långsjön är en sjö i Västerviks kommun i Småland och ingår i Botorpsströmmens huvudavrinningsområde. Sjön har en area på 7,54 kvadratkilometer och ligger 55,3 meter över havet. Sjön avvattnas av vattendraget Botorpsströmmen (Tynnsån).
Transporter på Långsjön har förekommit långt innan några dokument om detta finns bevarade. Hjorted ligger på en landtunga mellan Hjorten och Långsjön där ortnamnet visar att man fick färdas till fots mellan de båda farbara vattnen. Sedan Ankarsrums bruk anlagts vid Långsjön 1655 förekom omfattande transporter mellan Hummelstad och Ankarsrum, vilka sedan järnvägen kom till Ankarsrum 1879 ökade. bönderna körde virke, ved, kol och andra produkter till Hummelstad, vilka sedan fraktades med pråmar till Ankarsrum. På återvägen fraktades kalk och varor till handelsbodarna i Hummelstad och Blackstad. Trävaror flottades från Ankarsrum vidare ned till sågverket i Blankaholm. Även vid Smalspårsjärnvägen Hultsfred–Västervik fanns en hållplats vid Långsjöns södra ända, där tågen stannade om passagerare skulle med båten till Hummelstad. Ångbåtstrafiken på Långsjön upphörde omkring 1925.

## Delavrinningsområde
Långsjön ingår i det delavrinningsområde (639339-152798) som SMHI kallar för Utloppet av Långsjön. Medelhöjden är 80 meter över havet och ytan är 93,74 kvadratkilometer. Räknas de 24 avrinningsområdena uppströms in blir den ackumulerade arean 466,94 kvadratkilometer. Avrinningsområdets utflöde Botorpsströmmen (Tynnsån) mynnar i havet. Avrinningsområdet består mestadels av skog (72 procent). Avrinningsområdet har 9,42 kvadratkilometer vattenytor vilket ger det en sjöprocent på 10 procent.